# کوگوآ
کوگوآ (انگلیسی: Cogua) نام شهری در کشور کلمبیا است.